# نیزارکلیان
نیزارکلیان (نام علمی: Reduncinae) نام یک زیرخانواده از تیره گاوان است.